# سكوت مارتن
سكوت مارتن (بالإنجليزية: Scott Martin)‏ (1 أبريل 1997 بغلاسكو في المملكة المتحدة - ) هو لاعب كرة قدم بريطاني في مركز الوسط. لعب مع نادي هيبرنيان وفورفار أثلتيك ‏.

## وصلات خارجية
- سكوت مارتن على موقع الاتحاد الإسكتلندي (الإنجليزية)
- سكوت مارتن على موقع قاعدة بيانات كرة القدم.إي يو (الإنجليزية)
- سكوت مارتن على موقع Soccerbase.com (لاعب) (الإنجليزية)
- سكوت مارتن على موقع Soccerway.com (الإنجليزية)
- سكوت مارتن على موقع عالم كرة القدم.نت (الإنجليزية)